# Palaeocentropus placidus
Palaeocentropus placidus is een fossiele soort schietmot uit de familie Calamoceratidae.